# Голтети
Голтети (груз. გოლთეთი) — село в Грузии, на территории Тетрицкаройского муниципалитета края (мхаре) Квемо-Картли.

## География
Село находится в юго-восточной части Грузии, к югу от реки Алгети, на расстоянии приблизительно 8 километров (по прямой) к востоко-северо-востоку от города Тетри-Цкаро, административного центра муниципалитета. Абсолютная высота — 880 метров над уровнем моря.

## Население
По результатам официальной переписи населения 2014 года в Голтети проживало 385 человек (188 мужчин и 197 женщин). В национальной структуре населения грузины составляли 100 %.
| Год  | Население, человек |
| ---- | ------------------ |
| 2002 | 1057               |
| 2014 | ↘ 385              |